# Néboulos
Néboulos (grec moderne : Νέβουλος) est un commandant militaire slave méridional ou bulgare au service de l'empereur byzantin Justinien II (règne de 685 à 695 et de 705 à 711), qui fait défection avec nombre de ses hommes vers les Arabes pendant la bataille cruciale de Sébastopolis.

## Archonte
En 688/9, Justinien II transplante de force des populations slaves originaires des Balkans et les installe dans l'Opsikion qui, à cette époque, est dépeuplé. Parmi eux, il recrute un corps militaire spécial, prétendument fort de 30 000 hommes, appelé en grec « λαός περιούσιος », ou « le peuple élu »,,. Vers 690, Néboulos, ayant déjà le rang de skríbon et probablement servant dans la garde impériale, est placé à leur tête en tant qu'archonte,. L'origine propre de Néboulos est contestée entre les chercheurs, certains d’entre-eux suggérant une origine bulgare, tandis que d'autres une origine slave méridionale. Selon le récit du patriarche Nicéphore, il est choisi parmi la noblesse des colons slaves,.

## La bataille de Sébastopolis
En 692/3, une fois l'entraînement du corps terminé, ils sont employés en masse par Justinien II dans une grande campagne contre les Omeyyades sous le commandement du stratège des Anatoliques, Léonce. Les Byzantins engagent les Arabes dans la bataille de Sébastopolis et ont dans un premier temps le dessus jusqu'à ce que Néboulos, avec le gros de ses troupes (environ 20 000 hommes), déserte les rangs byzantins et passe du côté arabe, prétendument soudoyé par le commandant arabe, Muḥammad ibn Marwān,,. Certaines sources racontent, probablement avec beaucoup d'exagération, comment Justinien prend par la suite sa revanche sur les Slaves restants : il dissout le corps, et tue ou vend comme esclaves nombre de ses hommes, ainsi que les familles des déserteurs. Néboulos et ses hommes, quant à eux, sont installés par les Omeyyades en Syrie, et sont employés dans les incursions arabes ultérieures en Asie Mineure tenue par les Byzantins,,.